# Praia do Buraco
Praia do Buraco är en strand i Brasilien.   Den ligger i delstaten Rio de Janeiro, i den sydöstra delen av landet, 900 km sydost om huvudstaden Brasília.
Runt Praia do Buraco är det i huvudsak tätbebyggt. Runt Praia do Buraco är det mycket tätbefolkat, med 5 021 invånare per kvadratkilometer.